# ペドロ・コルデロ
ペドロ・イグナシオ・コルデロ・サンチェス（Pedro Ignacio Cordero Sánchez、1968年8月17日 -）は、スペイン・ムルシア県カルタヘナ出身のサッカー選手。現役時代のポジションはミッドフィールダー。現在はレアル・ムルシアCFのスポーツ・ディレクターを務める。

## 経歴
17歳の時に当時セグンダ・ディビシオン所属のカルタヘナFC(スペイン語)でデビューし、レアル・ムルシア所属時にプリメーラ・ディビシオンにデビューした。ベニート・フローロ監督に指導を受けたアルバセテ時代には1992年から1995年まで3シーズン連続プリメーラでプレーし、通算150試合以上に出場した。また、UDサラマンカ、CDトレド、CDバダホス、CDカステリョン、CPカセレニョ(スペイン語)、CFシウダ・デ・ムルシア、FCカルタヘナ(旧カルタゴノバFC)でもプレー。1990年には2年後のバルセロナ五輪に向けた代表に当たるスペインU-21代表の欧州選手権メンバーに選ばれたが、出場機会はなかった。
コルデロはFCカルタヘナで2001-2002シーズン終了後に引退した。そして4年後の2006-07シーズン開始からテルセーラ・ディビシオン所属で、アリカンテをホームタウンとするCDトーレヴィエハ(スペイン語)のフロントでスポーツ・ディレクターに就任。そのシーズンにクラブを昇格プレーオフ進出に導いた。その後、セグンダB所属で、グラナダをホームタウンとするアギラスCF(スペイン語)を経て、2010年にグラナダCFに入団。これは彼の兄フアン・カルロス・コルデロの招きによるものであった。コルデロは分析スタッフチームの技術理事として働き、プリメーラ昇格を経験した。
2011-12シーズンはCDテネリフェのスポーツ・ディレクターに就任。セグンダBのレギュラーシーズンで2位となり昇格プレーオフへ進出、しかし昇格を果たせず契約を延長できなかった。2012-13シーズンは再びグラナダCFに技術理事・分析スタッフとして復帰。2013-14シーズンはセグンダ所属のコルドバCFに入団、プリメーラ昇格を果たした。2014-15シーズン終了時の役職はスポーツ・ディレクターになっていたが、しかしチームの降格とともに退団した。
2016年の冬、コルデロはムルシアの実業家エンリケ・ピナ・カンプサーノに招聘され、テルセーラ・ディビシオン所属のCFロルカ・デポルティーバ(スペイン語)のビジネス及びスポーツ両部門の責任者となった。そして2016-17シーズン終了時にセグンダBへの昇格を達成した。さらに、コルデロはグラナダCFとカディスCFの技術理事を部分的ながらも2018年末まで務めた。これらの仕事は兄のフアン・カルロス・コルデロの退団と共に終わった。
2018年10月、別の兄であるホルヘ・コルデロと共にエルチェCFのスカウティング・スタッフに就任した。その一方で2018年12月、ペドロ・コルデロはセグンダ・ディビシオンB所属のレアル・ムルシアのスポーツ・ディレクターに就任した。

## タイトル
カルタヘナFC
- セグンダ・ディビシオンB優勝(1) : 1991-92